# Belajska Vinica
Belajska Vinica – wieś w Chorwacji, w żupanii karlowackiej, w mieście Duga Resa. W 2011 roku liczyła 180 mieszkańców.